# Elsa Lanchester
Elsa Lanchester, ursprungligen Elizabeth Sullivan, född 28 oktober 1902 i Lewisham i London, död 26 december 1986 i Woodland Hills i Los Angeles, Kalifornien, var en brittisk skådespelare. Bland Lanchesters filmer märks Kvinnorna kring kungen (1933), Frankensteins brud (1933), Lassie på äventyr (1943), Spiraltrappan (1945), Nunnan och spelaren (1949), Åklagarens vittne (1957), Mary Poppins (1964), Agent DC (1965), Spöke på villovägar (1968), Råttorna (1971) och Släpp deckarna loss, det är mord (1976).
Som barn uppträdde Lanchester med Isadora Duncans danstrupp i Paris och började sedan sin skådespelarkarriär vid en barnteater i London.
Filmdebut skedde 1927 i One of the Best.
1929 gifte sig Elsa Lanchester med skådespelaren Charles Laughton; de förblev gifta fram till hans död 1962.
Tillsammans for de till Hollywood 1934, där den älvlika Lanchester blev en populär skådespelare. Hon spelade en del karaktärsroller men kom bäst till sin rätt i lite udda eller komiska roller. Några av Lanchesters mest minnesvärda roller är som Anna av Kleve i Kvinnorna kring kungen 1933 samt i titelrollen som Frankensteins brud (1935).

## Filmografi i urval
- 1927 – One of the Best
- 1931 – The Officer's Mess
- 1933 – Kvinnorna kring kungen
- 1935 – Spöket reser västerut
- 1935 – David Copperfield
- 1935 – Marietta
- 1935 – Frankensteins brud
- 1941 – Skuggornas hus
- 1943 – Lassie på äventyr
- 1943 – Till nu och för evigt
- 1945 – Spiraltrappan
- 1946 – Den vassa eggen
- 1947 – Ängel på prov
- 1948 – Den stora klockan
- 1949 – Den stängda trädgården
- 1949 – Tomtar på loftet
- 1949 – Nunnan och spelaren
- 1957 – Åklagarens vittne
- 1958 – Hokus pokus
- 1964 – Mary Poppins
- 1965 – Agent DC
- 1968 – Spöke på villovägar
- 1971 – Råttorna
- 1976 – Släpp deckarna loss, det är mord